# Bernd Oehler
Bernd Oehler (* 2. Juni 1960 in Crimmitschau) ist ein deutscher evangelischer Pfarrer und Bürgerrechtsaktivist der Friedlichen Revolution 1989.

## Leben
Bernd Oehler wurde als Sohn des Buchhalters Günther Oehler und seiner Ehefrau Natalie Lehr geboren. Er wuchs in einem christlichen Umfeld auf und erlebte die Junge Gemeinde als einen Ort des offenen Dialogs und der geistlichen Heimat, der im Gegensatz zu den ideologisch geprägten Erfahrungen der Schulzeit stand. Aufgrund seiner Wehrdienstverweigerung wurde er, trotz sehr guter schulischer Leistungen und des Abschlusses der 10. Klasse, nicht zur Erweiterten Oberstufe (EOS) zugelassen. Infolgedessen entschloss sich Oehler für ein Fachschulstudium an der Medizinischen Berufsfachschule am Heinrich-Braun-Klinikum in Zwickau, das er 1980 als Krankenpfleger abschloss.
Anschließend bewarb er sich um ein Theologiestudium am Theologischen Seminar Leipzig, das er jedoch erst 1983 aufnehmen konnte, da er zuvor als Bausoldat rekrutiert wurde und seine vertraglich vereinbarte Tätigkeit als Krankenpfleger absolvieren musste.
Während seiner Zeit als Bausoldat in den frühen 1980er Jahren engagierte sich Oehler in der Initiative Sozialer Friedensdienst. Neben seinem Theologiestudium in Leipzig übernahm er die Junge Gemeinde der St.-Andreas-Gemeinde Leipzig und knüpfte Kontakte zu verschiedenen Leipziger Friedens- und Umweltgruppen. Ab 1984 engagierte er sich bei der Arbeitsgruppe Umweltschutz Leipzig, veröffentlichte Artikel in verschiedenen Samisdatschriften und übernahm die stellvertretende Leitung der Regionalgruppe Leipzig des „Arbeitskreises Solidarische Kirche“. 1988 gründete Oehler gemeinsam mit anderen Theologiestudenten den „Arbeitskreis Gerechtigkeit“, der sich mit Menschenrechtsarbeit in der DDR und Osteuropa befasste. Er organisierte 1989 unter anderem den Statt-Kirchentag in Leipzig sowie Veranstaltungen zur Solidarność, Charta 77 und zum Tiananmen-Massaker.
1990 schloss Oehler sein Theologiestudium in Leipzig ab, worauf ein wissenschaftliches Aufbaujahr mit dem Thema „Rechtfertigung und Strafvollzug“ folgte. Während dieser Zeit war er Mitarbeiter am Zentralen Runden Tisch in Berlin, engagierte sich für die Reform des DDR-Strafvollzuges und gründete zwei Strafvollzugsbesuchsgruppen.
Nach der deutschen Wiedervereinigung trat Oehler seine erste Pfarrstelle in Wermsdorf an, wo neben der pfarramtlichen Tätigkeit auch die Klinikseelsorge eine Rolle spielte. 1999 und übernahm er die Pfarrstelle der evangelischen Kirchengemeinde St. Afra in Meißen. Neben seiner Pfarrtätigkeit leistete er zusätzliche ehrenamtliche Arbeit, unter anderem in der Sozial- und Jugendarbeit. Ab 2001 war er zudem für die kirchengemeindliche und seelsorgerische Begleitung der Schüler und der Lehrkräfte des Sächsischen Landesgymnasiums Sankt Afra zu Meißen zuständig.
In den folgenden Jahren koordinierte Oehler größere Projekte in Meißen, darunter Veranstaltungen und Feste zur Friedlichen Revolution sowie Projekte für Schüler und Konfirmanden. Er war maßgeblich an der Gründung der Initiative Stolpersteine-Meißen e. V. und des Buntes Meißen Bündnis Zivilcourage e. V. beteiligt, wodurch in den Jahren 2012, 2013, 2017 und 2019 Stolpersteine für Meißner Juden verlegt wurden.
Seit 2016 erteilt Oehler Religionsunterricht an verschiedenen Schulen in Meißen und Umgebung. Er ist Mitglied in neun ehrenamtlichen Vereinen und Vorsitzender der Initiative Stolpersteine-Meißen e. V. sowie des Buntes Meißen Bündnis Zivilcourage e. V.
Bernd Oehler ist verheiratet und hat vier Kinder.